# Ichneumon placitus
Ichneumon placitus är en stekelart som beskrevs av Cresson 1874. Ichneumon placitus ingår i släktet Ichneumon och familjen brokparasitsteklar. Inga underarter finns listade i Catalogue of Life.